# شحرور ثلاثي الألوان
شحرور ثلاثي الألوان (الاسم العلمي: Agelaius tricolor) (بالإنجليزية: Tricoloured Blackbird)‏ هو نوع من الطيور يتبع جنس الشحرور السربي من فصيلة الصفراويات.